# 1180-ті до н. е.

## Події
- Початок двадцятої династії фараонів в Єгипті;
- 24 квітня 1184 року до н. е. — згідно з датуванням Ератосфена та Аполлодора Афінського, в цей день грецькі воїни захопили  Трою.

## Правителі
- фараони Єгипту Сетнахт та Рамсес III;
- цар Ассирії Нінурта-апал-Екур;
- царі Вавилонії Адад-шум-уцур та Мелі-Шиху;
- царі Еламу Халлутуш-Іншушинак та Шутрук-Наххунте I;
- цар Хатті Суппілуліума II;